# Kevin Cogan
Kevin Cogan (Culver City, 31 de março de 1956) é um ex-automobilista norte-americano que entrou na Fórmula 1 em duas provas: 1980 e 1981, atuando por: RAM e Tyrrell respectivamente, sem se classificar em nenhuma delas. Em 1981, passou para a extinta Champ Car (ex-CART), que vivia o seu auge, e colheu melhores resultados. Em 1993, aos 37 anos, Cogan anunciou seu fim de carreira como piloto automobilístico, após chegar em 15º lugar em Toronto.